# Incachernes salvadoricus
Espèce
Incachernes salvadoricus est une espèce de pseudoscorpions de la famille des Chernetidae.

## Distribution
Cette espèce est endémique du Salvador. Elle se rencontre vers Santa Ana.

## Étymologie
Son nom d'espèce lui a été donné en référence au lieu de sa découverte, le Salvador.

## Publication originale
- Beier, 1955 : Ein neuer Incachernes aus El Salvador (Pseudoscorp.). Senckenbergiana biologica, vol. 36, p. 369-370.